# 雷塞萊茨峰

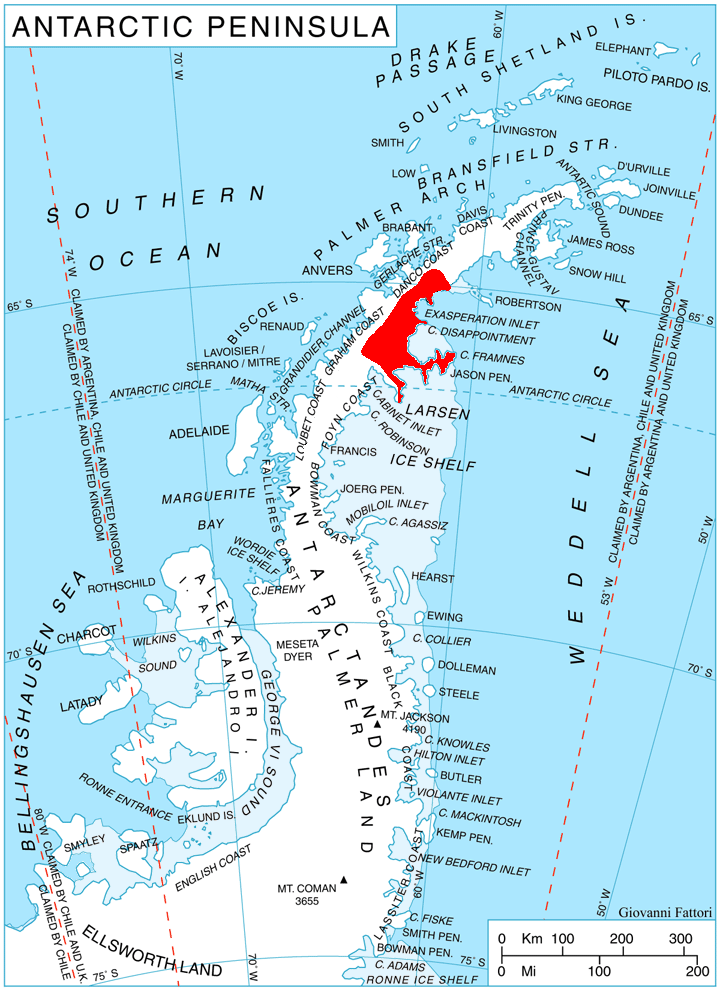

64°55′23″S 61°27′58″W / 64.92306°S 61.46611°W
雷塞萊茨峰（英語：Reselets Peak）是南極洲的山峰，位於葛拉漢地東部的奧斯卡二世海岸，處於庫馬諾沃峰西南面4.3公里、穆拉爾冰原島峰東北面7.55公里和寬達里山東南面8.45公里，海拔高度1,000米，以保加利亞北部城鎮命名，現時由南極條約體系管理。